# Convolvulus rectangularis
Convolvulus rectangularis är en vindeväxtart som beskrevs av K. H. Rechinger. Convolvulus rectangularis ingår i släktet vindor, och familjen vindeväxter. Inga underarter finns listade i Catalogue of Life.